# Шість Наполеонів
«Шість Наполео́нів» (англ. The Adventure of the Six Napoleons) — твір із серії «Повернення Шерлока Холмса» шотландського письменника Артура Конана Дойля. Уперше опубліковано в квітні 1904 року на сторінках часопису «Collier's Weekly» (США) з ілюстраціями Фредеріка Дорра Стіла; передруковано в травні того ж року на сторінках часопису «Strand Magazine» з ілюстраціями Сіднея Педжета.

## Сюжет

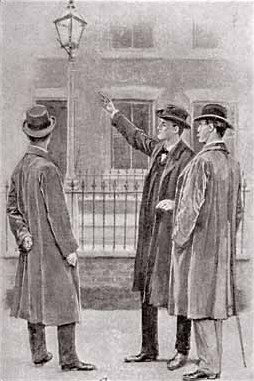
Холмс вказує на вуличний ліхтар

Інспектор Лестрейд дає, на перший погляд, просте завдання Шерлоку Холмсу знайти людину, яка розбиває гіпсові бюсти Наполеона. Один був розбитий у магазині Морса Хадсона, два інших, продані Хадсоном містеру Барнікоту, були розбиті біля будинку. При крадіжці бюстів нічого інше не чіпалося.
Лестрейд висуває теорію, що вони мають справу з божевільним Наполеононенависником, Холмс її відкидає.
Наступного дня Лестрейд повідомляє Холмса про ще один випадок знищення бюста воєначальника, але там також відбулося вбивство. На порозі будинку містера Горація Харкера знайдено вбитого з фотографією неприємного на вигляд чоловіка.
Бюст був розбитий на вулиці під ліхтарем, очевидно для того, щоб подивитись на вміст предмета.
Холмс говорить Лестрейду, що вбивця божевільний. Звичайно ж, він так не вважає, але таким чином можна переконати злочинця у більшій безпеці для нього.
Детектив розпитує двох торговців, які продають бюсти, дізнається, кому вони були продані та де вони виготовляються — у компанії «Гелдер і К°». Інформатори впізнають людину з фотографії, називаючи його Беппо, який був італійським іммігрантом. Він звільнився з роботи, де виготовлялись бюсти, два дні назад.

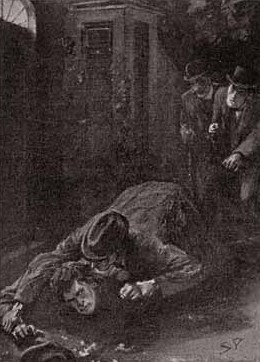
Беппо спійманий

Холмс йде у «Гелдер і К°», де дізнається, що погруддя є частиною партії з шести одиниць. Директор говорить, що не розуміє, чому їх так нещадно розбивають, адже в них немає великої цінності. Він також впізнає Беппо, описуючи його як негідника. Він сидів у в'язниці, але вийшов достроково. Його двоюрідний брат і досі працює в компанії, Холмс просить не говорити нічого йому про Беппо.
У той вечір Лестрейд повідомляє, що вбито Італійського мафіозі П'єтро Венуччі. Лестрейд вважає, що Бенуччі був посланий убити Беппо.
Після відправлення телеграми Холмс пропонує Вотсону та Лестрейду поїхати з ним до будинку, де є ще один бюст, який ймовірно сьогодні буде розбитий. Детектив не помилився: до будинку з'являється Беппо, виходячи з нього з бюстом, який він розбиває. Він починає розглядати уламки, як на нього накинулися Холмс і Лестрейд. Беппо заарештували.
Нарешті Холмс відкриває таємницю. Вони прямують до власника останнього бюсту, де детектив купляє його за 10 фунтів стерлінгів. Після того, як вони покинули здивованого чоловіка, Шерлок Холмс розбиває бюст, і знаходить в уламках дорогоцінний камінь, чорну перлину Борджіа. Холмс давно знав про зникнення перлини. Спочатку підозра лягла на Лукрецію Венуччі — сестру вбитого. Беппо вкрав коштовність у П'єтро і сховав її у ще м'який гіпсовий бюст Наполеона перед тим як його заарештували за бійку з ножем.
Після звільнення, коли шість бюстів були продані, він дізнався від свого двоюрідного брата, який купив бюсти, і навіть дізнався, ким були кінцеві покупці. Потім він почав шукати бюсти, розбивавши їх по одному, щоб знайти перлину.